# Северный Дырындинский хребет
Северный Дырындинский хребет — горный хребет в Забайкальском крае и Амурской области России. Протягивается от истоков рек Ленгер и Мокла до Олёкмы и её левого притока реки Дырын-Юрях.
Общая протяжённость хребта составляет около 100 км, средняя ширина — до 25 км. Преобладающие высоты находятся на отметке 1400—1600 м, максимальная отметка (1979 м) расположена на территории Амурской области. Хребет сложен породами преимущественно докембрийских формаций. Преобладает среднегорный и высокогорный рельеф, с сильной степенью его горизонтального и вертикального расчленения. Склоны и вершины часто каменисты, с курумами и скальными выступами. Основные типы ландшафта — горная тайга, предгольцовое редколесье и гольцы.

## Топографические карты
- Лист карты O-51-XXXII. Масштаб: 1 : 200 000. Состояние местности на 1986—1989 год. Издание 1994 г.
- Лист карты O-51-XXXI. Масштаб: 1 : 200 000. Указать дату выпуска/состояния местности.